# 레오니 마이어
레오니 레베카 마이어(독일어: Leonie Rebekka Maier, 1992년 9월 29일 ~ )는 독일의 여자 축구 선수이다. 포지션은 수비수이며, 현재 잉글랜드 FA 여자 슈퍼리그의 아스널 소속이다.

## 클럽 경력
2009년 1월에 2. 프라우엔-분데스리가에 소속되어 있던 여자 축구 클럽인 VfL 진델핑겐에 입단하면서 프로 여자 축구 선수 생활을 시작했으며 2010년에 프라우엔-분데스리가에 소속되어 있던 여자 축구 클럽인 SC 07 바트노이에나어로 이적했다.
2010년 8월 15일에 열린 SGS 에센과의 프라우엔-분데스리가 데뷔 경기에 출전했는데 SC 07 바트노이에나어는 SGS 에센에 4-3 승리를 기록했다. 2010년 8월 22일에 열린 함부르크 SV와의 원정 경기에서는 자신의 프라우엔-분데스리가 첫 골을 기록하면서 팀의 3-0 승리에 기여했다.
2013년 2월에 바이에른 뮌헨으로 이적했다. 2014년 3월에는 전방 십자 인대 파열로 인해 한동안 경기에 참가하지 못했다가 7개월 만에 복귀했다. 2014-15 시즌, 2015-16 시즌에서는 바이에른 뮌헨의 프라우엔-분데스리가 2회 우승에 기여했다. 2019년 5월 31일에는 잉글랜드 FA 위민스 슈퍼 리그에 소속되어 있던 여자 축구 클럽인 아스널로 이적했다.

## 국가대표 경력
2008년부터 2012년까지 독일 여자 U-17, U-19, U-20 축구 국가대표팀 선수로 활동했으며 뉴질랜드에서 개최된 2008년 FIFA U-17 여자 월드컵에서 독일이 3위를 차지하는 데에 기여했다. 스위스에서 개최된 2009년 UEFA U-17 여자 축구 선수권 대회, 이탈리아에서 개최된 2011년 UEFA U-19 여자 축구 선수권 대회에서 독일의 우승에 기여했고 일본에서 개최된 2012년 FIFA U-20 여자 월드컵에서는 독일의 준우승에 기여했다.
2013년 2월 13일에 열린 프랑스와의 친선 경기에서 아냐 미타크와 교체 출전하면서 독일 여자 축구 국가대표팀 선수로 데뷔했다. 2013년 7월 19일에 열린 캐나다와의 친선 경기에서 자신의 국가대표팀 첫 골을 기록했는데 독일은 캐나다에 1-0 승리를 기록했다.
2차례의 UEFA 유럽 여자 축구 선수권 대회(2013년, 2017년), 2차례의 FIFA 여자 월드컵(2015년, 2019년)에 참가했으며 UEFA 여자 유로 2013에서는 독일의 우승에 기여했다. 2016년 리우데자네이루 하계 올림픽에서는 독일의 올림픽 여자 축구 금메달에 기여했다.

## 수상

### 클럽
바이에른 뮌헨
- 프라우엔-분데스리가 2회 우승 (2014-15, 2015-16)

### 국가대표
- 2008년 FIFA U-17 여자 월드컵 3위
- 2009년 UEFA U-17 여자 축구 선수권 대회 우승
- 2011년 UEFA U-19 여자 축구 선수권 대회 우승
- 2012년 FIFA U-20 여자 월드컵 준우승
- UEFA 여자 유로 2013 우승
- 2016년 리우데자네이루 하계 올림픽 여자 축구 금메달